# 26 tháng 2
Ngày 26 tháng 2 là ngày thứ 57 trong lịch Gregory. Còn 308 ngày trong năm (309 ngày trong năm nhuận).

## Sự kiện
- 364 – Flavius Valentinianus được lựa chọn làm người kế nhiệm hoàng đế La Mã Jovianus.
- 684 – Võ thái hậu phế truất con là Đường Trung Tông Lý Hiển làm Lư Lăng vương, tức ngày Mậu Ngọ (6) tháng 2 năm Giáp Thân.
- 1233 – Chiến tranh Mông–Kim: Quân Mông Cổ chiếm lĩnh thủ đô Khai Phong của Kim sau nhiều tháng bao vây.
- 1606 – Nhà thám hiểm người Hà Lan Willem Janszoon trở thành người châu Âu đầu tiên được ghi nhận là đổ bộ lên Úc, tuy nhiên ông nghĩ là bản thân đang ở New Guinea.
- 1815 – Napoleon Bonaparte trốn khỏi Elba, một hòn đảo ngoài khơi bờ biển Ý nơi ông bị lưu đày sau khi Hiệp ước Fontainebleau được ký kết một năm trước đấy.
- 1919 – Tổng thống Hoa Kỳ Woodrow Wilson ký thành luật xác định hẻm núi Grand Canyon của sông Colorado là một vườn quốc gia.
- 1935 – Adolf Hitler cho tái lập lực lượng không quân Đức, tức Luftwaffe, vi phạm Hòa ước Versailles được ký kết cuối thế chiến thứ nhất.
- 1966 – Chiến tranh Việt Nam: Sư đoàn mãnh hổ của Quân đội Hàn Quốc đã thảm sát 380 thường dân Nam Việt Nam.
- 1971 – Xích quân Nhật Bản được các nhân vật cánh tả người Nhật Bản thành lập tại Palestine, tổ chức này tồn tại cho đến năm 2001.
- 1992 – Chiến tranh Nagorno–Karabakh: Quân đội Armenia tàn sát  hàng trăm thường dân Azerbaijan bên ngoài thị trấn Khojaly.
- 1993 – Trung tâm Thương mại Thế giới bị đánh bom: Tại thành phố New York, xe tải chở đầy bom đậu dưới Tháp Bắc của Trung tâm Thương mại Thế giới đã nổ tung, giết chết 6 người và làm bị thương hơn một ngàn người.

## Sinh
- 1564 – Christopher Marlowe, nhà viết kịch người Anh (m. 1593)
- 1587 – Stefano Landi, nhà soạn nhạc người Ý (m. 1639)
- 1672 – Antoine Augustine Calmet, nhà thần học người Pháp (m. 1757)
- 1714 – James Hervey, tu sĩ, nhà văn người Anh (m. 1758)
- 1715 – Claude Adrien Helvétius, nhà triết học người Pháp (m. 1771)
- 1720 – Gian Francesco Albani, hồng y giáo chủ thiên chúa người Ý (m. 1803)
- 1748 – Jeremy Bentham, luật gia người Anh (m. 1832)
- 1786 – François Arago, nhà toán học người Pháp (m. 1853)
- 1799 – Émile Clapeyron, kĩ sư, nhà vật lý người Pháp (m. 1864)
- 1802 – Victor Hugo, nhà văn người Pháp (m. 1885)
- 1808 – Honoré Daumier, họa sĩ, người minh họa, nhà điêu khắc người Pháp (m. 1879)
- 1814 – Charles Joseph Sainte-Claire Deville, nhà địa chất người Pháp (m. 1876)
- 1827 – Nguyễn Phúc Miên Túc, Ba Xuyên Quận công, hoàng tử con vua Minh Mạng (m. 1854)
- 1829 – Levi Strauss, nhà thiết kế thời trang người Đức (m. 1902)
- 1857 – Émile Coué, nhà tâm lý học người Pháp (m. 1926)
- 1858 – Vladimir Serbsky, nhà tâm thần người Nga (m. 1917)
- 1879 – Frank Bridge, nhà soạn nhạc người Anh (m. 1941)
- 1882 – Husband E. Kimmel, đô đốc người Mỹ (m. 1968)
- 1885 – Aleksandras Stulginskis, Litva tổng thống (m. 1969)
- 1887
  - Grover Cleveland Alexander, vận động viên bóng chày người Mỹ (m. 1950)
  - William Frawley, diễn viên người Mỹ (m. 1966)
- 1893 – I. A. Richards, nhà phê bình văn học người Anh (m. 1979)
- 1902 – Jean Bruller alias Vercors, nhà văn, người minh họa người Pháp (m. 1991)
- 1903 – Giulio Natta, nhà hóa học, giải thưởng Nobel người Ý (m. 1979)
- 1906 – Madeleine Carroll, nữ diễn viên người Anh (m. 1987)
- 1907 – Dub Taylor, diễn viên người Mỹ (m. 1994)
- 1908
  - Tex Avery, người vẽ tranh biếm hoạ người Mỹ (m. 1980)
  - Jean-Pierre Wimille, người lái xe đua người Pháp (m. 1949)
- 1912 – Dane Clark, diễn viên người Mỹ (m. 1998)
- 1914 – Robert Alda, diễn viên người Mỹ (m. 1986)
- 1916 – Jackie Gleason, diễn viên, nhà văn, nhà soạn nhạc, diễn viên hài người Mỹ (m. 1987)
- 1918
  - Otis Ray Bowen, chính khách, thầy thuốc người Mỹ
  - Theodore Sturgeon, nhà văn người Mỹ (m. 1985)
- 1919
  - Mason Adams, diễn viên người Mỹ (m. 2005)
  - Rie Mastenbroek, vận động viên bơi lội người Đức (m. 2003)
- 1920
  - Danny Gardella, vận động viên bóng chày người Mỹ (m. 2005)
  - Tony Randall, diễn viên người Mỹ (m. 2004)
  - Lucjan Wolanowski, nhà báo, nhà văn, người chu du người Ba Lan (m. 2006)
- 1921 – Betty Hutton, nữ diễn viên, ca sĩ người Mỹ (m. 2007)
- 1922 – Margaret Leighton, nữ diễn viên người Anh (m. 1976)
- 1926 – Miroslava Stern, nữ diễn viên người México (m. 1955)
- 1927 – Tom Kennedy, người dẫn chương trình trò chơi người Mỹ
- 1928
  - Fats Domino, nhạc sĩ người Mỹ
  - Anatoli Filipchenko, nhà du hành vũ trụ người Liên Xô
  - Monique Leyrac, ca sĩ, nữ diễn viên người Pháp gốc Canada
- 1930 – Lazar Berman, nghệ sĩ dương cầm người Nga (m. 2005)
- 1931 – Ally McLeod, cầu thủ bóng đá, người quản lý người Scotland (m. 2004)
- 1932 – Johnny Cash, ca sĩ người Mỹ (m. 2003)
- 1934 – Robert Novak, chính trị nhà bình luận người Mỹ
- 1937 – Hagood Hardy, nhạc sĩ, nhà soạn nhạc người Canada (m. 1997)
- 1941 – Tony Ray-Jones, nhà nhiếp ảnh người Anh (m. 1972)
- 1943 – Bill Duke, diễn viên, người đạo diễn người Mỹ
- 1945
  - Bob Hite, ca sĩ, nghệ sĩ kèn acmônica (Canned Heat) người Mỹ (m. 1981)
  - Marta Kristen, nữ diễn viên người Na Uy
  - Mitch Ryder, nhạc sĩ (The Detroit Wheels) người Mỹ
- 1946 – Ahmed H. Zewail, nhà hóa học, giải thưởng Nobel Ai Cập
- 1947 – Sandie Shaw, ca sĩ người Anh
- 1950 – Helen Clark, New Zealand thủ tướng
- 1953 – Michael Bolton, ca sĩ người Mỹ
- 1954 – Recep Tayyip Erdoğan, Thổ Nhĩ Kỳ thủ tướng
- 1956 – Keisuke Kuwata, ca sĩ người Nhật Bản
- 1957
  - David Muldrow Beasley, chính khách người Mỹ
  - Joe Mullen, vận động viên khúc côn cầu trên băng người Mỹ
- 1958 – Michel Houellebecq, tiểu thuyết gia người Pháp
- 1959 – Rolando Blackman, cầu thủ bóng rổ người Mỹ
- 1960 – Jaz Coleman, nhạc sĩ người Anh
- 1962 – Greg Germann, diễn viên người Mỹ
- 1966 – Najwa Karam, ca sĩ người Liban
- 1968
  - Ed Quinn, diễn viên người Mỹ
  - J.T. Snow, vận động viên bóng chày người Mỹ
- 1969 – Hitoshi Sakimoto, nhà soạn nhạc người Nhật Bản
- 1971
  - Erykah Badu, ca sĩ người Mỹ
  - Max Martin, nhà soạn nhạc, nhà sản xuất người Thụy Điển
  - Hélène Ségara, ca sĩ người Pháp
- 1973
  - Marshall Faulk, cầu thủ bóng đá người Mỹ
  - Ole Gunnar Solskjær, cựu cầu thủ và HLV bóng đá người Na Uy
  - Jenny Thompson, vận động viên bơi lội người Mỹ
- 1974 – Sébastien Loeb, người đua xe người Pháp
- 1976 – Nikolaos Siranidis, người lái xe người Hy Lạp
- 1977
  - Marty Reasoner, vận động viên khúc côn cầu trên băng người Mỹ
  - Shane Williams, quốc tế cầu thủ bóng bầu dục Wales
  - Josh Towers, vận động viên bóng chày người Mỹ
  - James Wan, đạo diễn, nhà sản xuất phim và nhà biên kịch người Úc
- 1978
  - Abdoulaye Diagne-Faye, cầu thủ bóng đá người Sénégal
  - Marc Hynes, người đua xe người Anh
- 1979
  - Corinne Bailey Rae, ca sĩ người Anh
  - Mariano Bainotti, người đua xe người Argentina
  - Pedro Mendes, cầu thủ bóng đá người Bồ Đào Nha
  - Ngô Thanh Vân, nữ đạo diễn, nhà sản xuất phim, diễn viên, ca sĩ, vũ công và người mẫu Việt Nam
- 1980
  - Alex Fong, ca sĩ người Hồng Kông
- Gary Majewski, vận động viên bóng chày người Mỹ
- 1981
  - Kertus Davis, người lái xe NASCAR người Mỹ
  - Johnathan Wendel, đấu thủ video game chuyên nghiệp người Mỹ
- 1983
  - Kara Monaco, người mẫu, người Mỹ
  - Pepe, cầu thủ bóng đá người Bồ Đào Nha gốc Brazil
- 1984
  - Emmanuel Adebayor, cầu thủ bóng đá người Togo
  - Natalia Lafourcade, ca sĩ người México
- 1985 – Alexandria Hilfiger, nữ diễn viên, con gái của Tommy Hilfiger, người Mỹ
- 1986
  - Crystal Kay, ca sĩ người Nhật Bản
  - Teresa Palmer, nữ diễn viên, nhà văn, nhà sản xuất và người mẫu Úc
- 1987 – Aarif Rahman Lý Trị Đình, ca sĩ nhạc sĩ diễn viên người mẫu Hong Kong
- 1988
  - Lê Quang Dũng, nhà thơ người Việt Nam
  - Antonella Roccuzzo, vợ của Lionel Messi
- 1991
  - CL (ca sĩ), ca sĩ, nhạc sĩ và rapper người Hàn Quốc
  - Lee Changsub, thành viên nhóm nhạc Hàn Quốc BTOB
- 1993 – Taylor Dooley, nữ diễn viên người Mỹ
- 1994 – Tiên Cookie, nhạc sĩ, ca sĩ, nhà sản xuất âm nhạc người Việt Nam
- 1997 – Hiền Hồ, ca sĩ người Việt Nam

## Mất
- 1552 – Heinrich Faber, nhà soạn nhạc người Đức
- 1561 – Jorge de Montemayor, nhà văn người Tây Ban Nha
- 1608 – John Still, giám mục người Anh
- 1630 – William Brade, nhà soạn nhạc người Anh (s. 1560)
- 1638 – Claude Gaspard Bachet de Méziriac, nhà toán học người Pháp (s. 1681)
- 1723 – Thomas d'Urfey, nhà văn người Anh (s. 1653)
- 1770 – Giuseppe Tartini, nhà soạn nhạc người Ý (s. 1692)
- 1815 – Prince Josias of Coburg, tướng người Áo (s. 1737)
- 1821 – Joseph de Maistre, nhà ngoại giao, nhà văn người Savoyard (s. 1753)
- 1850 – Đạo Quang, Hoàng đế thứ 8 của triều đại nhà Thanh (s. 1782)
- 1864 – Louis-Hippolyte Lafontaine, chính khách người Canada gốc Pháp (s. 1807)
- 1883 – Alexandros Koumoundouros, chính khách, thủ tướng Hy Lạp người Hy Lạp (s. 1817)
- 1889 – Karl Davydov, nghệ sĩ vĩ cầm người Nga (s. 1838)
- 1903 – Richard Jordan Gatling, nhà phát minh người Mỹ (s. 1818)
- 1913 – Felix Draeseke, nhà soạn nhạc người Đức (s. 1835)
- 1921 – Carl Menger, nhà kinh tế học người Áo (s. 1840)
- 1931 – Otto Wallach, nhà hóa học, giải thưởng Nobel người Đức (s. 1847)
- 1966 – Vinayak Damodar Savarkar, nhà văn Ấn Độ (s. 1883)
- 1969
  - Levi Eshkol, Israel thủ tướng (s. 1895)
  - Karl Jaspers, nhà tâm thần người Đức (s. 1883)
- 1971 – Fernandel, diễn viên người Pháp (s. 1903)
- 1981
  - Howard Hanson, nhà soạn nhạc người Mỹ (s. 1896)
  - Robert Aickman, nhà văn, người bảo vệ môi trường thiên nhiên người Anh (s. 1914)
- 1985 – Tjalling Koopmans, nhà kinh tế học, giải thưởng Nobel người Đức (s. 1910)
- 1989 – Roy Eldridge, nhạc sĩ người Mỹ (s. 1911)
- 1990 – Cornell Gunter, ca sĩ (The Coasters) người Mỹ (s. 1938)
- 1993 – Constance Ford, nữ diễn viên người Mỹ (s. 1923)
- 1994 – Bill Hicks, diễn viên hài người Mỹ (s. 1961)
- 1995 – Jack Clayton, đạo diễn phim người Anh (s. 1921)
- 1997 – David Doyle, diễn viên người Mỹ (s. 1929)
- 1998 – Theodore Schultz, nhà kinh tế học, giải thưởng Nobel người Mỹ (s. 30/4/1902)
- 2001
  - Arturo Uslar Pietri, nhà văn người Venezuela (s. 1906)
  - Sir Donald Bradman, cầu thủ cricket người Úc (s. 1908)
- 2002 – Lawrence Tierney, diễn viên người Mỹ (s. 1919)
- 2003 – Christian Goethals, người đua xe người Bỉ (s. 1928)
- 2004
  - Shankarrao Chavan, chính khách Ấn Độ (s. 1920)
  - Adolf Ehrnrooth, tướng người Phần Lan (s. 1905)
  - Boris Trajkovski, tổng thống Macedonia (s. 1956)
- 2005 – Jef Raskin, máy tính nhà khoa học người Mỹ (s. 1943)
- 2014 – Hoàng Văn Lạc, Thiếu tướng Quân lực Việt Nam Cộng hòa
- 2018
  - Nguyễn Văn Đông, Đại tá Bộ binh Quân lực Việt Nam Cộng hòa, nhạc sĩ nổi tiếng trước năm 1975 (s. 1932)
  - Nguyễn Hải An, thiên sứ 7 tuổi hiến giác mạc (s. 2011)